# 国鉄T15形コンテナ
国鉄T15形コンテナ（こくてつT15がたコンテナ）は、日本国有鉄道（国鉄）が1967年（昭和42年）に製造した、鉄道輸送用12 ftタンクコンテナである。

## 概要
1967年（昭和42年）度に植物油専用クレーン取り扱い可能タンクコンテナとして東急車輛製造にて6個が製作された。
タンク体は、普通鋼（一般構造用圧延鋼材）製で厚さ60 mmグラスウール断熱材で覆われておりキセ（外板）をその上に装着した。また内部には、ステンレス鋼製の蒸気加熱菅を装備した。寸法関係は全長3,240 mm、全幅2,300 mm、全高2,302.6 mm、荷重5 t、自重1.5 t、容積5.3 m3である。
1985年（昭和60年）度に最後まで使用された4個が廃止され形式消滅した。

## 保存コンテナ
T15 5がJR貨物で廃棄後鉄道博物館にて保存展示されている。